# Vaudrimesnil
Vaudrimesnil és un municipi francès situat al departament de la Manche i a la regió de Normandia. L'any 2007 tenia 421 habitants.

## Demografia

### Població
El 2007 la població de fet de Vaudrimesnil era de 421 persones. Hi havia 137 famílies de les quals 31 eren unipersonals (9 homes vivint sols i 22 dones vivint soles), 35 parelles sense fills, 58 parelles amb fills i 13 famílies monoparentals amb fills.
La població ha evolucionat segons el següent gràfic:
Habitants censats

### Habitatges
El 2007 hi havia 158 habitatges, 138 eren l'habitatge principal de la família, 14 eren segones residències i 5 estaven desocupats. Tots els 156 habitatges eren cases. Dels 138 habitatges principals, 117 estaven ocupats pels seus propietaris, 20 estaven llogats i ocupats pels llogaters i 1 estava cedit a títol gratuït; 3 tenien dues cambres, 15 en tenien tres, 37 en tenien quatre i 83 en tenien cinc o més. 117 habitatges disposaven pel capbaix d'una plaça de pàrquing. A 49 habitatges hi havia un automòbil i a 75 n'hi havia dos o més.

### Piràmide de població
La piràmide de població per edats i sexe el 2009 era:
| Homes | Edats   | Dones |
| ----- | ------- | ----- |
| 0     | 95 o +  | 0     |
| 0     | 90 a 94 | 16    |
| 8     | 85 a 89 | 8     |
| 4     | 80 a 84 | 8     |
| 16    | 75 a 79 | 12    |
| 8     | 70 a 74 | 12    |
| 8     | 65 a 69 | 8     |
| 8     | 60 a 64 | 16    |
| 20    | 55 a 59 | 12    |
| 8     | 50 a 54 | 8     |
| 16    | 45 a 49 | 12    |
| 4     | 40 a 44 | 4     |
| 28    | 35 a 39 | 20    |
| 0     | 30 a 34 | 16    |
| 4     | 25 a 29 | 12    |
| 12    | 20 a 24 | 0     |
| 8     | 15 a 19 | 12    |
| 12    | 10 a 14 | 4     |
| 20    | 5 a 9   | 0     |
| 20    | 0 a 4   | 0     |

## Economia
El 2007 la població en edat de treballar era de 219 persones, 155 eren actives i 64 eren inactives. De les 155 persones actives 144 estaven ocupades (81 homes i 63 dones) i 11 estaven aturades (1 home i 10 dones). De les 64 persones inactives 24 estaven jubilades, 25 estaven estudiant i 15 estaven classificades com a «altres inactius».

### Ingressos
El 2009 a Vaudrimesnil hi havia 153 unitats fiscals que integraven 366 persones, la mediana anual d'ingressos fiscals per persona era de 14.594 €.

### Activitats econòmiques
Dels 9 establiments que hi havia el 2007, 2 eren d'empreses de construcció, 2 d'empreses de comerç i reparació d'automòbils, 1 d'una empresa de transport, 2 d'empreses d'hostatgeria i restauració, 1 d'una empresa financera i 1 d'una entitat de l'administració pública.
Els 2 serveis als particulars que hi havia el 2009 eren paletes.
L'any 2000 a Vaudrimesnil hi havia 17 explotacions agrícoles que ocupaven un total de 240 hectàrees.

## Poblacions més properes
El següent diagrama mostra les poblacions més properes.